# Gilberto Carlos Nascimento
Gilberto Carlos Nascimento (* 14. červen 1966) je bývalý brazilský fotbalista.

## Reprezentační kariéra
Gilberto Carlos Nascimento odehrál za brazilský národní tým v roce 1988 celkem 1 reprezentační utkání.

## Statistiky
| Brazílie | Brazílie | Brazílie |
| Roky     | Záp.     | Góly     |
| -------- | -------- | -------- |
| 1988     | 1        | 0        |
| Celkem   | 1        | 0        |